# Tessa (nome)
Tessa  è un nome proprio di persona italiano femminile.

## Varianti in altre lingue
- Inglese: Tessa[3], Tessie[3], Tess[3]

## Origine e diffusione
Si tratta di un nome medievale, risultante dall'aferesi di "Contessa" (vocabolo che era usato come nome proprio a quei tempi, assieme al maschile "Conte"). 
Venne portato da alcuni personaggi storici (ad esempio Tessa de Portinari, fondatrice delle Oblate ospedaliere, e Tessa Donati, madre di Corso, Forese e Piccarda, citati da Dante nella Divina Commedia), ed è attestato anche in letteratura (così si chiamano le mogli di Calandrino e di Gianni Lotteringhi nel Decameron). Il suo uso attuale, però, è scarsissimo; è stato in parte ripreso come prestito dalla lingua inglese, dove costituisce un ipocoristico del nome Teresa.

## Onomastico
Il nome è adespota, in quanto non portato da alcuna santa, quindi l'onomastico ricorre il 1º novembre, in occasione di Ognissanti (o in concomitanza di quello di Teresa, nei casi in cui sia derivato da tale nome).

## Persone
- Tessa Allen, attrice statunitense

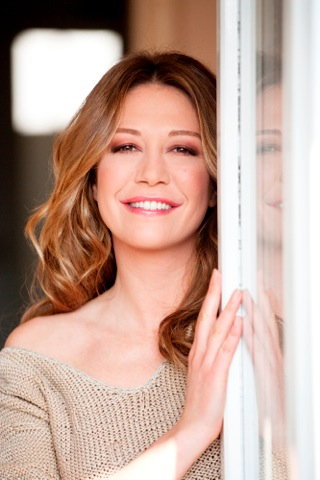
Tessa Gelisio

- Tessa Gelisio, conduttrice televisiva e giornalista italiana
- Tessa Jowell, politica britannica
- Tessa Sanderson, atleta britannica
- Tessa Thompson, attrice statunitense
- Tessa Violet, cantautrice, attrice e video blogger statunitense
- Tessa Virtue, danzatrice su ghiaccio canadese
- Tessa Worley, sciatrice alpina francese

### Variante Tess

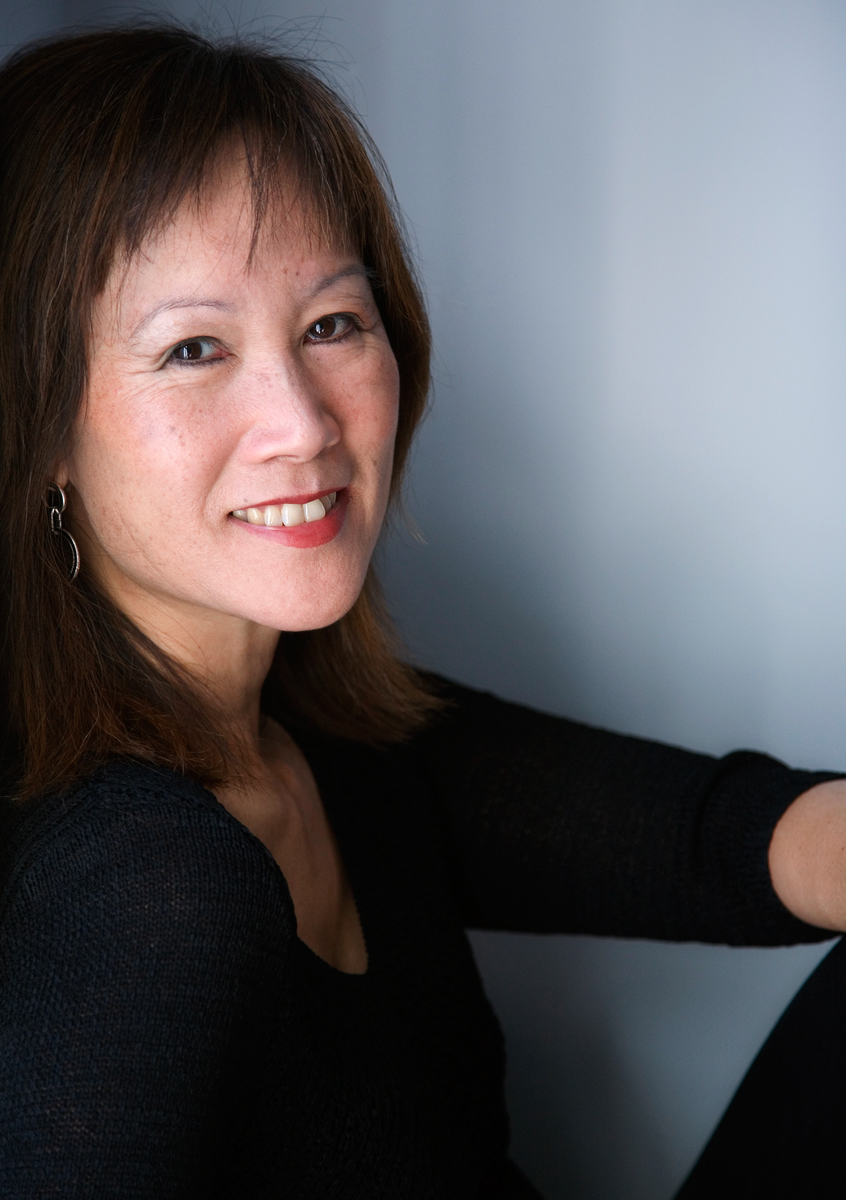
Tess Gerritsen

- Tess Gallagher, poetessa e scrittrice statunitense
- Tess Gerritsen, scrittrice statunitense
- Tess Mattisson, cantante svedese

## Il nome nelle arti
- Tessa, più nota come Sage, è un personaggio dei fumetti Marvel Comics.
- Teresa "Tessa" Testarossa è un personaggio della serie anime "Full Metal Panic!".
- Tess è un personaggio della serie videoludica The Last of Us.
- Tessa Altoman è la protagonista della serie televisiva Suburgatory.
- Tess Carlisle è un personaggio del film del 1994 Cara, insopportabile Tess, diretto da Hugh Wilson.
- Tess d'Urbervilles è un personaggio del romanzo di Thomas Hardy Tess dei D'Urbervilles.
- Tess Durbeyfield è un personaggio del film del 1979 Tess, diretto da Roman Polański.
- Tessa Gray è la protagonista della trilogia di romanzi Shadowhunters - Le origini, scritta da Cassandra Clare
- Tess Mantogrigio è un personaggio dell'universo di Warcraft.
- Tess Mercer è un personaggio della serie televisiva Smallville.
- Tessa Noël è un personaggio della serie televisiva Highlander.
- Thessa Thalbach è un personaggio della soap opera Tessa - Leben für die Liebe.
- Tess Tyler è un personaggio dei film Camp Rock e Camp Rock 2.
- Tessa Young è la protagonista dei romanzi della serie After, scritti da Anna Todd.
- Tessa la ninfa fedele, uno dei primi sceneggiati televisivi italiani.
- Tess Silverman McLeod è uno dei personaggi principali della serie televisiva Le sorelle McLeod.